# أوفه بيخ نيلسن
أوفه بيخ نيلسن (بالدنماركية: Ove Bech Nielsen)‏ هو لاعب كرة قدم دنماركي، ولد في 3 أغسطس 1932 في كوبنهاغن في مملكة الدنمارك، وتوفي في 24 فبراير 2016.

## وصلات خارجية
- أوفه بيخ نيلسن على موقع قاعدة بيانات كرة القدم.إي يو (الإنجليزية)
- أوفه بيخ نيلسن على موقع ناشيونال فوتبول تيمز (الإنجليزية)